# Bring the Boys Back Home
Bring the Boys Back Home (del inglés, "Traigan a los chicos de vuelta a casa") es una canción escrita por Roger Waters, grabada y publicado por la banda de rock progresivo Pink Floyd, lanzado el 30 de noviembre de 1979, cómo parte del álbum "The Wall" y en la película "Pink Floyd: The Wall".

## Personal
- Roger Waters - voces[1]
- Joe Porcaro - tambores[2]
- 35 bateristas de Nueva York incluyendo Blue Ocean - tambores[2]
- New York Opera - coro[2]
- New York Orchestra - cuerdas[2]